# بيل بيرس (أستاذ جامعي)
بيل بيرس (بالإنجليزية: Bill Pierce)‏ هو معلم موسيقى أمريكي، ولد في 25 سبتمبر 1948 في هامبتون في الولايات المتحدة.

## وصلات خارجية
- بيل بيرس (أستاذ جامعي) على موقع ميوزك برينز (الإنجليزية)
- بيل بيرس (أستاذ جامعي) على موقع أول ميوزيك (الإنجليزية)
- بيل بيرس (أستاذ جامعي) على موقع ديسكوغز (الإنجليزية)